# لکرآباد سفلی
لکرآباد سفلی، روستایی در دهستان دره‌رود جنوبی بخش دره‌رود شهرستان انگوت در استان اردبیل ایران است.

## جمعیت
بر پایه سرشماری عمومی نفوس و مسکن در سال ۱۳۹۵، جمعیت این روستا برابر با ۱۳۴ نفر (۳۲ خانوار) بوده‌است.